# Stemodia bartsioides
Stemodia bartsioides är en grobladsväxt som beskrevs av George Bentham, första gången publicerad i Edwards's botanical register, 1832. Arten ingår i släktet Stemodia och familjen grobladsväxter. Den förekommer ursprungligen i norra och västra Mexiko och den växer främst i subtropisk miljö. Inga underarter finns listade i Catalogue of Life.